# Fjälltrumpetmossa
Fjälltrumpetmossa (Tayloria froelichiana) är en bladmossart som beskrevs av Mitten och Brotherus 1903. Fjälltrumpetmossa ingår i släktet trumpetmossor, och familjen Splachnaceae. Enligt den finländska rödlistan är arten sårbar i Finland. Arten är reproducerande i Sverige. Artens livsmiljö är kalkstensklippor och kalkbrott. Inga underarter finns listade i Catalogue of Life.